# Chloranthus insignis
Chloranthus insignis är en tvåhjärtbladig växtart som beskrevs av Wilhelm Sulpiz Kurz. Chloranthus insignis ingår i släktet Chloranthus och familjen Chloranthaceae. Inga underarter finns listade i Catalogue of Life.